# Splinter Johnson
Charles Robert Johnson, detto Splinter (Frankfort, 16 giugno 1920 – Suwannee, 6 agosto 2002), è stato un cestista statunitense, professionista nella NBL.

## Carriera
Giocò una stagione nella NBL, disputando 23 partite con 4,0 punti di media.